# СашаТаня
«СашаТаня» — российский сериал-ситком телеканала ТНТ, спин-офф телесериала «Универ».
Премьера состоялась на телеканале ТНТ 3 июня 2013 года.
В 2023 году телесериал вошёл в Книгу рекордов России в номинации «Самый продолжительный спин-офф сериала в России».

## Сюжет
После окончания учёбы Саша и Таня Сергеевы вместе со своим сыном Алёшей переезжают в двухкомнатную съёмную квартиру в Алтуфьево. Сильвестр Андреевич решил не оставлять молодую семью и всячески проявляет о ней заботу.
Во втором сезоне Сашу повышают в должности и, решившись взять ипотеку, они покупают квартиру в новом жилом комплексе. Таня устраивается администратором в салон красоты. У Сильвестра Андреевича появляются жена Ева и дочка Милана. Гоша и Лиля женятся.
В третьем сезоне Саша стал заместителем генерального директора страховой компании «Меридиан». Гоша сбежал от Лили с другой девушкой на Бали, но вскоре она встретила фотографа Мишу. Таня стала администратором кафе «Милана», которое Сильвестр Андреевич подарил своей жене Еве.
В четвёртом сезоне Саша и Таня присматривают за приехавшей на учёбу двоюродной сестрой Тани Катей. У Лили с Мишей рождается сын Саша.
В пятом сезоне Сильвестр Андреевич временно попадает в тюрьму из-за «подставы» подчинённого и после освобождения ищет пути возрождения своего бизнеса, разрушенного стараниями сына. Саша полностью выплачивает ипотеку.
В шестом сезоне Сильвестр Андреевич продолжает возрождение своего бизнеса и открывает завод по производству коньяка. Алёша Сергеев идёт в школу, а Саша становится главой родительского комитета в его классе.
В седьмом сезоне Сильвестр Андреевич возвращается на Рублёвку и надеется продать пакет акций своего коньячного завода Пьеру Ла Марку — французскому миллиардеру и эко-активисту. У Кати появляется парень-баскетболист, с которым она уезжает в Санкт-Петербург. Саша и Таня планируют завести ребёнка.
В восьмом сезоне Сергеевы узнают о беременности Тани близнецами — мальчиком и девочкой. Личное счастье нашло и здоровяка Гену в лице учительницы Лёшки Зубовой. Катя рассталась с женихом и вернулась доучиваться в Москву. Лиля и Миша задумаются о расширении жилплощади и ипотеке.
В девятом сезоне Саша с Таней ухаживают за двойняшками, а в подъезде сменился консьерж — Нурик, склонный к авантюрам не менее предшественника.

## В ролях

### Главные герои
Александр Сильвестрович Сергеев (Саша) (Андрей Гайдулян) — менеджер (со второго сезона — старший менеджер, с третьего сезона — заместитель генерального директора) страховой компании «Меридиан». Женат на Тане, есть сын Алёша. Подкаблучник, во всём соглашается с Таней, обычно в ущерб себе. Любит поесть, в основном — фастфуд (отчасти из-за того, что Таня очень плохо готовит), и пиво, что, к неудовольствию Тани, сказывается на его фигуре. Обладает неумелым чувством юмора. Изо всех сил старается не зависеть от своего отца-олигарха Сильвестра Андреевича Сергеева и жить самостоятельно.
Татьяна Николаевна Сергеева (Таня) (Валентина Рубцова) — жена Александра Сергеева. Любящая хозяйственная девушка. Имеет огромное влияние на мужа, полностью им управляет. Патологически ревнива, но любит комплименты от других мужчин. Как хозяйка и мать более опытна, всегда с радостью помогает Еве и Лиле, которые только стали матерями. В первом сезоне была домохозяйкой и ухаживала за сыном Алёшкой. Во втором сезоне устроилась администратором в салон красоты. С третьего сезона — администратор кафе «Милана».

### Основные персонажи
Алексей Александрович Сергеев (Алёшка) (Артемий Широков, Юрий Кеппер) — сын Саши и Тани. Родился ещё в их студенческие годы (см. «Универ», 217-я серия). С 6 сезона пошёл в школу.
Сильвестр Андреевич Сергеев (Папа) (Алексей Климушкин) — отец Саши. Олигарх, долларовый миллиардер (состояние $4 500 000 000). Живёт на Рублёвке, ездит на автомобиле «Rolls-Royce Phantom LONG». Циничен, суров, вспыльчив, но остроумен и добр в душе. Постоянно ругает охранника Гену, используя шуточные эпитеты, при этом тот для олигарха стал почти членом семьи. Благодаря наличию Гены считает себя неуязвимым, и если его нет рядом, чувствует себя неуютно. В первом сезоне старался материально помогать сыну и его семье, хотя и понимал, что Саше это не нравится, но во втором сезоне перенаправил свои любовь и заботу на новую жену Еву и дочку Милану. Несмотря ни на что гордится самостоятельностью сына и считает, что воспитал его правильно. В 161-й серии, пока сидел в тюрьме по ложному обвинению, его состояние (под управлением Саши) сократилось до 1 000 000 рублей. В конце 5 сезона частично вернул себе состояние с помощью медицинской страховки. С 6 сезона — владелец завода по производству коньяка «Сильвуазье», а с 7 сезона — партнёр эко-миллиардера Пьера ла Марка.
Ева Александровна Сергеева (Евочка) (Алина Ланина) — бывшая стюардесса из Красноярска, со 2-го сезона — жена Сильвестра Сергеева и мать (с 56-й серии) его дочери Миланы. Добра и дружелюбна. Подруга Тани, обращается к ней за помощью в семейной жизни, считая её более опытной хозяйкой, что иногда для обеих выходит боком. Ревнива и несколько наивна, из-за чего случаются казусные ситуации. В 103-й серии стала владелицей кафе «Милана».
Геннадий Алексеевич Виноградов (Гена) (Андрей Свиридов) — начальник службы охраны Сильвестра Сергеева, исполнителен и компетентен в делах охраны. Родился в Златоусте. Служил в воздушно-десантных войсках. На вид молчаливый, угрюмый и глуповатый широкоплечий великан, но на деле добр и дружелюбен. Объект для шуток Сильвестра Андреевича, однако предан ему всей душой.
Лилия Алексеевна Волкова (Лиля) (Лариса Баранова) — подруга Тани. Родилась в Уфе. Вегетарианка и защитница животных, увлекается эзотерикой и спиритизмом. Очень суеверна, любит народные средства. Всегда говорит правду в глаза (даже обидную) и не умеет хранить чужих секретов. Экстравагантна в одежде и в поведении, однако во втором сезоне становится более спокойной. Встречалась с Гошей Рудковским (поженились в 65-й серии, в 102-й серии расстались), после его ухода сошлась с Мишей и родила мальчика, которого назвали Александром в честь Саши.
Георгий Михайлович Рудковский (Гоша) (Алексей Гаврилов) — друг Саши. Хитрый и ленивый, любит пиво и видеоигры. Имеет хорошее чувство юмора, но шутит в основном над друзьями. Встречался с Лилей Волковой (поженились в 65-й серии), в 102-й серии сбежал на Бали с другой девушкой.
Михаил Иванович Стешин (Миша) (Шамиль Мухамедов) — новый парень Лили (со 105-й серии), профессиональный фотограф. Познакомились в тату-салоне, где та удаляла татуировку с именем Гоши. В 159-й серии стал отцом мальчика, которого назвали Александром в честь Саши.
Артур Тигранович Микаэлян (Майкл) (Арарат Кещян) — друг Саши. Армянин из Адлера. Любвеобилен. Обладает хорошим чувством юмора и здравым смыслом, а также коммерческой хваткой и смекалкой, которая помогает ему умело выпутываться из различных неприятных ситуаций.
Вячеслав Григорьевич Комаров (Славик, Комар) (Сергей Рудзевич) — непосредственный начальник Саши в страховой компании «Меридиан». Демократичен: регулярно ловит подчинённых за посторонними делами на рабочем месте и прочими ошибками, но указывает им на проступки с долей юмора и иронией. Поначалу относился к Саше как к подчинённому, но по мере карьерного роста обоих они стали хорошими друзьями.
Альберт Кассинский (Павел Кассинский) — сосед Саши и Тани по лестничной клетке, со 2 сезона — консьерж в новом доме Сергеевых. Предпочитает спортивный стиль одежды, употребляет алкоголь. Безобиден, всегда готов (за небольшое вознаграждение) оказать помощь, но не брезгует мелкими кражами и аферами. В 9 сезоне его сменил Нурик.
Нурик (Данияр Джумадилов) — новый (с 9 сезона) консьерж в доме Сергеевых. Как и Альберт, за плату оказывает мелкие услуги жильцам и склонен к аферам. Семейный: жена Гульнара и двое детей.
Екатерина Шумакова (Катя) (Анастасия Уколова) — с 4 сезона. Двоюродная сестра Тани Сергеевой из Озёрска, приехавшая в Москву на учёбу. Открыта, дружелюбна, но слегка неуклюжа. Любит тусовки, ленится в учёбе, но умеет проявлять чудеса смекалки, зачастую выходящие для неё боком.

### Второстепенные персонажи
- Виталий Гогунский — Кузя, друг Саши и Майкла
- Анна Кузина — Яна Семакина, подруга Майкла
- Олег Новиков — менеджер Константин Новиков (Костя), друг и подчинённый Саши
- Григорий Адаменко — менеджер Антон Адаменко, друг и подчинённый Саши (1—3 сезоны)
- Арсен Карапетян — Григорий Ашотович Микаелян (Гриша), племянник Майкла, друг и подчинённый Саши (со 179-й серии)
- Дмитрий Гриневич — Игорь Пономарёв, коллега Саши
- Анастасия Логинова — секретарь Елизавета Дубинина (Лиза), коллега Саши (до 7 сезона)
- Анна Небо — секретарь Алла, коллега Саши (с 7 сезона)
- Иван Агапов — Семён Абрамович Розенгольд, бизнесмен, друг Сильвестра Андреевича
- Сергей Волобуев — Лев Борисович Шпайзман, владелец компании «Меридиан»
- Олег Голосов — Витольд, дворецкий Сильвестра Андреевича
- Михаил Попов — Андрей, бармен в кафе «Милана»
- Екатерина Шукшина (Данилова) — Ирина Николаевна, воспитательница Алёши (47—222 серии, 232 серия)
- Ирина Башкирева — Галина Ивановна Архипова, мама Тани
- Дмитрий Филимонов — Николай Евгеньевич Архипов, папа Тани
- Ольга Сташкевич — Наталья Олеговна Комарова (Наташа), жена Вячеслава Комарова
- Мария Пестунова — Кристина, однокурсница и подруга Кати
- Елена Яблочная — Елена Подстриганова, хозяйка салона красоты
- Екатерина Белошапка, Николь Коренева — Милана Сильвестровна Сергеева, дочь Сильвестра Андреевича и Евы
- Александр Корженков — Глеб Ефимович Сопрыкин, врач Сильвестра Андреевича
- Александра Велескевич — Маргарита Алексеевна Зубова, учительница Алёши (с 223 серии)
- Пьер Бурель — Пьер Ла Марк, французский миллиардер и эко-активист, партнёр Сильвестра Андреевича (241—249 серии)
- Тимур Тихомиров — баскетболист Анатолий (Толя) Катюгарский, парень Кати (242—260 серии)

### Приглашённые знаменитости
- Ёлка[6] — 5 серия
- Сергей Зверев[6] — 21 серия
- Павел Воля — Новогодняя серия № 1 (80)
- «Дискотека Авария» — Новогодняя серия № 1 (80)
- Екатерина Варнава — 42, 45 серии
- Тимур Батрутдинов — 50 серия
- Сергей Сафронов — 58 серия
- «Градусы» — 65 серия
- Сергей Гореликов — 66 серия
- Владимир Епифанцев — 82 серия
- Максим Голополосов — 95 серия
- Карина Зверева — 112 серия
- Виктор Комаров — Новогодняя серия № 3 (160)
- Джиган — 136 серия
- Александр Муратаев — 195 серия
- Марина Федункив — 205 серия
- Яна Кошкина — 219 серия
- Ольга Бузова[7] — 226 серия
- Клава Кока[8] — 282 серия
- Денис Дорохов — 343 серия

## Над сериалом работали
| Авторы идеи - Вячеслав Дусмухаметов - Семён Слепаков Продюсеры - Артур Джанибекян - Александр Дулерайн - Вячеслав Дусмухаметов - Семён Слепаков Исполнительный продюсер - Таймураз Бадзиев Креативные продюсеры - Максим Шкаликов - Алексей Иванов - Заур Болотаев Режиссёры - Михаил Старчак - Сергей Казачанский - Александр Потапов - Андрей Богатырёв | Режиссёрская группа - Олег Николаев (кастинг-директор, подбор актёров) - Оксана Кусова (помощник кастинг-директора) - Евгений Калабин (режиссёр планирования) - Ольга Чернышова (ассистент режиссёра по актёрам) Операторы - Александр Кузнецов - Юрий Коробейников - Николай Платонов Сценаристы - Евгений Перов - Максим Томяк - Максим Комаров - Денис Шалабодов - Максим Кощеев - Кирилл Яровицин - Александр Ильиных |

## Серии
| Сезон               | Серии               | Серии               | Даты показа     | Даты показа      |
| Сезон               | Серии               | Серии               | Первая серия    | Последняя серия  |
| ------------------- | ------------------- | ------------------- | --------------- | ---------------- |
| 1                   | 40                  | 40                  | 3 июня 2013     | 8 августа 2013   |
| Новогодняя серия №1 | Новогодняя серия №1 | Новогодняя серия №1 | 31 декабря 2014 | 31 декабря 2014  |
| 2                   | 39                  | 39                  | 12 января 2015  | 3 сентября 2015  |
| 3                   | 39                  | 39                  | 14 ноября 2016  | 29 августа 2017  |
| Новогодняя серия №2 | Новогодняя серия №2 | Новогодняя серия №2 | 28 декабря 2016 | 28 декабря 2016  |
| Новогодняя серия №3 | Новогодняя серия №3 | Новогодняя серия №3 | 28 декабря 2017 | 28 декабря 2017  |
| 4                   | 39                  | 39                  | 22 января 2018  | 20 сентября 2018 |
| Новогодняя серия №4 | Новогодняя серия №4 | Новогодняя серия №4 | 25 декабря 2018 | 25 декабря 2018  |
| 5                   | 39                  | 39                  | 3 июня 2019     | 30 декабря 2019  |
| 6                   | 40                  | 40                  | 2 января 2021   | 3 ноября 2021    |
| 7                   | 40                  | 40                  | 16 мая 2022     | 2 февраля 2023   |
| 8                   | 40                  | 40                  | 15 мая 2023     | 29 февраля 2024  |
| 9                   | 40                  | 40                  | 31 марта 2025   | 11 июня 2025     |

### Первый сезон
| № серии                   | Описание | Дата премьерного показа |
| ------------------------- | --- | ----------------------- |
| 1                         | Саша и Таня сыграли долгожданную свадьбу, стали полноценной семьей и начали свою самостоятельную жизнь — живут в отдельной квартире, которую пока только снимают и растят сына. Они столкнулись с первыми трудностями: подружиться с соседями, сделать ремонт, спланировать бюджет и чтобы хватило денег на новоселье. | 3 июня 2013             |
| 2                         | После того, как Таня стала официальной женой Саши, он совсем перестал думать о романтике, поэтому ею был объявлен «мораторий» на секс. Вскоре она пожалела о своей идее, но и Саша, похоже, решил терпеть до последнего.                                                                                               | 4 июня 2013             |
| 3                         | У Майкла проблема: на него начала настоящую охоту весьма состоятельная, а потому капризная и не принимающая отказов девушка. Остановить её может лишь наличие у него семьи и ребёнка. | 5 июня 2013             |
| 4                         | Таня обнаружила у себя 2,5 лишних килограмма и решила сесть на диету — вместе с мужем. Саша не в восторге. | 6 июня 2013             |
| 5                         | Танин день рождения решено отмечать дома — скромно, в кругу близких людей. Но Сильвестр Андреевич пришёл с Ёлкой. | 10 июня 2013            |
| 6                         | Саша и Таня приглашены в общагу на празднование Дня Универа. На вечеринке Антон сделал на Сашу «компромат» и теперь тот «на крючке». | 11 июня 2013            |
| 7                         | На первый день рождения Алёшки Саша с Таней пригласили своих родителей, но поскольку они изначально не ладили, застолье не задалось. И тут на праздник пришёл Лунтик. | 13 июня 2013            |
| 8                         | Сильвестр Андреевич нашёл простой способ переселить молодую семью на Рублёвку: разбитый градусник на неделю сделал их квартиру непригодной для проживания. | 17 июня 2013            |
| 9                         | Квартирная хозяйка застала вместо четы Сергеевых Майкла с девушкой и потребовала от Саши в трёхдневный срок освободить помещение. Теперь ему надо срочно найти новую квартиру и не расстроить Таню. | 18 июня 2013            |
| 10                        | Сильвестр Андреевич познакомился с молодой соседкой Саши и Тани, и у олигарха открылась вторая молодость. | 19 июня 2013            |
| 11                        | Таня нечаянно нанесла кафе сильный ущерб и для отработки долга втайне от Саши устроилась туда официанткой. | 20 июня 2013            |
| 12                        | Таня снова беременна. Или нет? Нужно сходить к врачу провериться. | 24 июня 2013            |
| 13                        | Сильвестр Андреевич заметил, что Саша с Таней постоянно ругаются. Необходимо мнение лучшего психолога. | 25 июня 2013            |
| 14                        | Саша и его сосед спорят из-за парковки перед домом. | 26 июня 2013            |
| 15                        | Сильвестр Андреевич обнаружил, что Саша начал лысеть и велел Тане добавить ему в шампунь «секретный ингредиент», у которого проявился побочный эффект. | 27 июня 2013            |
| 16                        | Саша начал подрабатывать извозом. Сильвестр Андреевич против, Таня тоже не в восторге. | 1 июля 2013             |
| 17                        | Таня решила заняться репетиторством. Теперь недоволен Саша. | 2 июля 2013             |
| 18                        | Один из сотрудников Саши узнал его родословную и потребовал плату за молчание. | 3 июля 2013             |
| 19                        | У богатых свои причуды: олигарх Сергеев перевоплощается в бомжа и живёт на помойке. | 4 июля 2013             |
| 20                        | У Таниной мамы скоро юбилей. Задача Тани с Сашей — подобрать кафе для торжества, купить подарок и найти кого-нибудь посидеть с Алёшкой. | 8 июля 2013             |
| 21                        | Алёшка постоянно плачет, родители сбились с ног, пытаясь его успокоить. Им на помощь пришёл Сергей Зверев. | 9 июля 2013             |
| 22                        | Саша узнал, что к его жене кто-то ходит. | 10 июля 2013            |
| 23                        | Сергеевы поняли, что средств в бюджете не хватает и придётся либо сильно экономить, либо Саше искать подработку. | 11 июля 2013            |
| 24                        | Сильвестр Андреевич придумал новую форму опеки над молодой семьёй — посредством тревожной кнопки. | 15 июля 2013            |
| 25                        | Лучший способ получить повышение — общее увлечение с начальником. Но Сашин начальник курит, как паровоз. | 16 июля 2013            |
| 26                        | У Лили с Гошей родилась идея: снять квартиру по соседству с Сергеевыми. | 17 июля 2013            |
| 27                        | С хозяйкой квартиры лучше жить в мире, даже если ты олигарх. | 18 июля 2013            |
| 28                        | У Саши отбирают права, и чтобы Таня не узнала, он решается ездить без них. | 22 июля 2013            |
| 29                        | Сильвестр Андреевич затеял крупную сделку, затрагивающую судьбы Саши и сотрудников. Надо любой ценой сорвать подписание договора. | 23 июля 2013            |
| 30                        | Лиля и Гоша поссорились и поочерёдно бегают к Сергеевым за поддержкой. | 24 июля 2013            |
| 31                        | Таня уличила мужа в измене и выгнала из дому. Если Саша не докажет, что во всём виноват Майкл, ему грозит развод. | 25 июля 2013            |
| 32                        | Таня поставила Гошу Саше в пример — ведь он и романтик, и зарабатывает больше. | 29 июля 2013            |
| 33                        | Сильвестру Андреевичу понадобилась помощь Саши с Таней: присмотреть во время отъезда за его фартовой черепахой Гектором. | 30 июля 2013            |
| 34                        | «Известному ресторатору» Майклу для свидания с девушкой-миллионершей нужен автомобиль с водителем. Такой, как у Сильвестра Андреевича. | 31 июля 2013            |
| 35                        | Саша решил разжиться деньгами посредством аферы с автостраховкой, но всё пошло не по плану. | 1 августа 2013          |
| 36                        | Сергеевы согласились отпустить Алешку с Сильвестром Андреевичем на фотосессию в глянцевом журнале, пока Саша не узнал, что это будет за фотосессия. | 1 августа 2013          |
| 37                        | Проснувшись утром, Саша с Таней обнаружили, что их залили соседи. Необходим срочный ремонт. | 5 августа 2013          |
| 38                        | Сергеевым досаждает молодой настырный участковый, способный во всём углядеть состав преступления. | 6 августа 2013          |
| 39                        | Саша с Таней согласились прийти на папин юбилей, а тот начал диктовать им, как одеться и что дарить. | 7 августа 2013          |
| 40                        | Саше пришла повестка из военкомата. Что же ему делать? Ведь у него жена и ребёнок. | 8 августа 2013          |
| Новогодняя серия № 1 (80) | Сашу на работе назначили Дедом Морозом, и Таня приревновала его к Снегурочке. Тем временем Сильвестр Андреевич готовит для внука праздник на Рублёвке. | 31 декабря 2014         |

### Второй сезон
| № серии | Описание | Дата премьерного показа |
| ------- | --- | ----------------------- |
| 1 (41)  | У Сергеевых большие перемены: Саша оформил ипотеку, а Сильвестр Андреевич ждёт рождения ещё одного потомка.                      | 12 января 2015          |
| 2 (42)  | Гене приглянулась сотрудница Марина, и он пошёл за советом по её покорению к Тане.                                               | 13 января 2015          |
| 3 (43)  | Чтобы в старости получать достойную пенсию, Таня решила найти себе достойную работу.                                             | 14 января 2015          |
| 4 (44)  | У Тани «появился ухажёр». Саша этого так не оставит.                                                                             | 15 января 2015          |
| 5 (45)  | Пока Таня учит Еву кулинарии, Саше поручили застраховать VIP-клиентку.                                                           | 19 января 2015          |
| 6 (46)  | Родственники Майкла решили на пути в Египет поглядеть на «его» московскую квартиру.                                              | 20 января 2015          |
| 7 (47)  | Таня приревновала мужа к воспитательнице детсада и описала ей его как алкоголика. Что ж, у Саши не менее богатая фантазия.       | 21 января 2015          |
| 8 (48)  | Гоша нарисовал картинку, а Саша выдал её за Алёшкину. Но сей шедевр вызвал беспокойство у Сильвестра Андреевича.                 | 22 января 2015          |
| 9 (49)  | Вячеслав Григорьевич пригласил Сашу в гости. Но есть подозрение, что начальник и его жена — свингеры.                            | 26 января 2015          |
| 10 (50) | Саша шиканул в ресторане, и теперь ему нечем заплатить за ипотеку.                                                               | 27 января 2015          |
| 11 (51) | Ева боится признаться Сильвестру Андреевичу, что беременна девочкой.                                                             | 28 января 2015          |
| 12 (52) | Сильвестру Андреевичу нужны хорошие медицинские анализы, и он обратился за помощью к Саше и Алёшке.                              | 29 января 2015          |
| 13 (53) | Саша занялся съёмкой хоум видео, главное — сохранить всё в тайне, даже от Тани.                                                  | 2 февраля 2015          |
| 14 (54) | Саша с Таней бессильны оживить отношения между Геной и Мариной, пришлось подключить Майкла.                                      | 3 февраля 2015          |
| 15 (55) | Капризы беременной Евы выводят из себя обоих Сергеевых.                                                                          | 4 февраля 2015          |
| 16 (56) | Ева готовится к родам и хочет, чтобы Сильвестр Андреевич присутствовал на них, но по ошибке он побывал ещё и на чужих.           | 5 февраля 2015          |
| 17 (57) | Сергеевы убеждены, что Таня хочет второго ребёнка, но Саша пока не готов к новому отцовству.                                     | 18 мая 2015             |
| 18 (58) | Саше поручено уволить сотрудницу, которая, видимо, наделена колдовской силой.                                                    | 19 мая 2015             |
| 19 (59) | Счастливая мама Ева постоянно тормошит мужа, и вечно сонный Сильвестр Андреевич подсел на энергетики.                            | 20 мая 2015             |
| 20 (60) | Из подслушанного телефонного разговора Ева поняла, что Сильвестр Андреевич хочет отобрать у неё дочь, а её саму выгнать из дому. | 21 мая 2015             |
| 21 (61) | Саша пытается вспомнить вчерашний корпоратив, с которого, со слов коллег, он уехал с симпатичной сотрудницей.                    | 25 мая 2015             |
| 22 (62) | Гоша в панике: похоже, Лиля беременна. Пора делать ей предложение руки и сердца.                                                 | 26 мая 2015             |
| 23 (63) | Пока Гена в отпуске, Сильвестр Андреевич нанял в охрану «более совершенную модель Терминатора».                                  | 27 мая 2015             |
| 24 (64) | Дочка Большого Босса ставит Саше условие: или он с ней согрешит, или она разрушит ему карьеру.                                   | 28 мая 2015             |
| 25 (65) | Лиля с Гошей решили пожениться, но прямо у порога ЗАГСа у них появились сомнения.                                                | 1 июня 2015             |
| 26 (66) | Таня и Ева отдыхают в караоке, где их заметил «известный продюсер».                                                              | 2 июня 2015             |
| 27 (67) | Саша с Гошей научили Алёшку плохому слову и попытались всё свалить на Гену и Сильвестра Андреевича.                              | 3 июня 2015             |
| 28 (68) | Не в меру наблюдательная Лиля заподозрила Сашу в извращённых сексуальных наклонностях.                                           | 4 июня 2015             |
| 29 (69) | Сильвестр Андреевич обвинил Еву в покушении на его бизнес и в связи с Кокориным.                                                 | 8 июня 2015             |
| 30 (70) | Саша с Таней неудачно зачекинились в детсаду и теперь рискуют стать героями Интернета.                                           | 9 июня 2015             |
| 31 (71) | Попыткам Евы раскрепоститься постоянно что-то мешает.                                                                            | 10 июня 2015            |
| 32 (72) | Наполненная фруктовым чаем бутылка коньяка, путешествуя по Москве, сделала много добра самым разным людям.                       | 24 августа 2015         |
| 33 (73) | Таня узнала, что Сергеев завёл интрижку с инструкторшей из фитнес-клуба.                                                         | 25 августа 2015         |
| 34 (74) | Альберту было поручено приглядеть за квартирой Сергеевых, а он привёл в неё свою подружку.                                       | 26 августа 2015         |
| 35 (75) | Взяв на выходные хомяка у начальника, Саша принёс зверушку домой, где грызун нашёл свою смерть.                                  | 27 августа 2015         |
| 36 (76) | Саша взялся оживить свою угасающую мужскую силу, а друзья и родные ему в этом помогут.                                           | 31 августа 2015         |
| 37 (77) | Карточный долг — это святое, даже если играешь на чужое имущество, как Альберт, или на семейный бюджет, как Саша.                | 1 сентября 2015         |
| 38 (78) | Ева с Таней узнали, что их мужья тайком посещают «эроклуб».                                                                      | 2 сентября 2015         |
| 39 (79) | Саша поручил Альберту отвести Алёшку в детский сад, но тот даже там сумел создать конфликтную ситуацию.                          | 3 сентября 2015         |

### Третий сезон
| № серии                       | Описание | Дата премьерного показа |
| ----------------------------- | --- | ----------------------- |
| 1 (81)                        | Из любви к Тане Саша сделал себе временную татуировку с её именем, после чего Таня сделала настоящую.                                                                 | 14 ноября 2016          |
| 2 (82)                        | Страхуя имущество Епифанцева, Саша «обнаружил» в его подвале пленника.                                                                                                | 14 ноября 2016          |
| 3 (83)                        | Еве надоели роскошные подарки и просит мужа подарить ей что-нибудь недорогое, но романтичное.                                                                         | 15 ноября 2016          |
| 4 (84)                        | Сильвестр Андреевич выпросил у врача «освобождение от физкультуры», но вскоре пожалел об этом.                                                                        | 16 ноября 2016          |
| 5 (85)                        | Не в меру обидчивая аудиторша загрузила Сашу работой. | 17 ноября 2016          |
| 6 (86)                        | Гене надоело терпеть издевательства Сильвестра Андреевича, и появилось острое желание убить босса.                                                                    | 21 ноября 2016          |
| 7 (87)                        | Майкл поспорил с Сашей, что охмурит воспитательницу Алёшки, но девушка оказалась с характером.                                                                        | 22 ноября 2016          |
| 8 (88)                        | Отдыхая в бане, Сильвестр Андреевич узнал, что у Гены гигантский не только рост, и решил не отставать.                                                                | 23 ноября 2016          |
| 9 (89)                        | Ева решила втайне от Сильвестра Андреевича закодировать его и подарила ему абонемент на иглоукалывание, но в салон пошёл не тот Сергеев.                              | 24 ноября 2016          |
| 10 (90)                       | Сильвестр Андреевич потребовал от Евы соответствовать статусу жены олигарха. Ну, раз хочет — получит!                                                                 | 28 ноября 2016          |
| 11 (91)                       | Вячеслав Григорьевич не в духе из-за ссоры с женой, и Саша возвращает ему душевное равновесие, «разведясь» со своей.                                                  | 29 ноября 2016          |
| 12 (92)                       | Воспользовавшись наивностью Тани, Альберт сел ей на шею. Задача Саши — открыть жене глаза.                                                                            | 30 ноября 2016          |
| 13 (93)                       | Саша узнал, что его ждёт кресло генерального взамен Вячеслава Григорьевича, которого скоро снимут.                                                                    | 1 декабря 2016          |
| 14 (94)                       | Сашу беспокоит, что Алёшка ведёт себя как девочка. | 5 декабря 2016          |
| 15 (95)                       | Отлично проведённый в клубе вечер превратил Сильвестра Андреевича в звезду YouTube.                                                                                   | 6 декабря 2016          |
| 16 (96)                       | Попытки Тани подружиться с директором престижного лицея привели к противоположному результату.                                                                        | 7 декабря 2016          |
| 17 (97)                       | Под давлением отца Саша вынужден обустраивать досуг Тани и Евы. | 8 декабря 2016          |
| 18 (98)                       | Саша старается избежать навязанных Таней занятий йогой. | 12 декабря 2016         |
| 19 (99)                       | После совместного с папой просмотра фильма Алёшка начал бояться «злого дядю из телевизора».                                                                           | 13 декабря 2016         |
| 20 (100)                      | Пока Саша был в командировке, Таню приняли за вдову. | 14 декабря 2016         |
| Новогодняя серия № 2 21 (101) | Тане срочно нужны деньги на достойный подарок Саше, а Ева обнаружила второго Сильвестра Андреевича.                                                                   | 28 декабря 2016         |
| 22 (102)                      | Саша и Комаров не захотели сотрудничать с алчной любовницей своего босса и она их уволила.                                                                            | 31 июля 2017            |
| 23 (103)                      | Ева думает, что муж хочет отправить её «на пенсию». | 31 июля 2017            |
| 24 (104)                      | Саша решил вздохнуть свободно после 5 лет работы и ушёл в запой. | 1 августа 2017          |
| 25 (105)                      | Альберт наметил новую аферу, но чтобы всё прошло успешно, ему нужен паспорт Саши. А Лиля нашла замену сбежавшему Гоше — Мишу.                                         | 2 августа 2017          |
| 26 (106)                      | В кафе Евы и Тани нагрянула пожарная проверка. | 3 августа 2017          |
| 27 (107)                      | Вопреки желанию Тани Саша вместо танцев записал Алёшку на карате. | 7 августа 2017          |
| 28 (108)                      | Чтобы не нервничать перед собеседованием, Саша выпил «успокоительный» чай от Лили.                                                                                    | 8 августа 2017          |
| 29 (109)                      | Сильвестр Андреевич учит Еву держать подчинённых в узде. | 9 августа 2017          |
| 30 (110)                      | Таня с Сашей пытаются вывести на чистую воду жуликоватого бармена. | 10 августа 2017         |
| 31 (111)                      | Саша и Майкл проверяют Таню на верность. | 14 августа 2017         |
| 32 (112)                      | Саша с Комаровым вернулись на прежнюю работу и на радостях потеряли крупную сумму денег.                                                                              | 15 августа 2017         |
| 33 (113)                      | Саша и Миша решили обогатиться на квартире соседки, но Альберт и здесь сумел напортачить.                                                                             | 16 августа 2017         |
| 34 (114)                      | Нанятая Сергеевыми няня обхаживает не только Алёшку, но и Сашу. | 17 августа 2017         |
| 35 (115)                      | Саша узнал, что Таня приготовила ему эротический сюрприз. | 21 августа 2017         |
| 36 (116)                      | Глядя на молодёжь, Сергеевы-старшие тоже решили поиграть в ролевые игры.                                                                                              | 22 августа 2017         |
| 37 (117)                      | Таня приглядела для вечера выпускников шикарное платье, но денег на его покупку в семье нет.                                                                          | 23 августа 2017         |
| 38 (118)                      | В кафе «Милана» одновременно запланированы гей-вечеринка и деловая встреча Сильвестра Андреевича. Задача Тани — чтобы участники этих двух мероприятий не пересеклись. | 24 августа 2017         |
| 39 (119)                      | Ева обнаружила у Сильвестра Андреевича дочь на стороне. | 28 августа 2017         |
| 40 (120)                      | Саша проверяет Майкла и Мишу на крепость мужской дружбы. | 29 августа 2017         |

### Четвёртый сезон
| № серии                       | Описание | Дата премьерного показа |
| ----------------------------- | --- | ----------------------- |
| Новогодняя серия № 3 40 (160) | Пока Сильвестр Андреевич помогает внуку выиграть конкурс костюмов, Таня пытается вернуть в кафе обиженный ею гвоздь новогодней программы.    | 28 декабря 2017         |
| 1 (121)                       | Сергеевы приютили двоюродную сестру Тани Катю, которую Ева приняла за Сашину любовницу.                                                      | 22 января 2018          |
| 2 (122)                       | Загостившаяся Катя мешает личной жизни Саши с Таней. Она хочет снять квартиру, а у Альберта как раз появился подходящий вариант.             | 22 января 2018          |
| 3 (123)                       | Заботящаяся о здоровье мужа Ева надела на Сильвестра Андреевича фитнес-браслет, он передал его Гене, а тот — своему постоянно активному псу. | 22 января 2018          |
| 4 (124)                       | На время ремонта в кабинете Комарова Саша вынужден делить с ним своё рабочее место.                                                          | 22 января 2018          |
| 5 (125)                       | Миша случайно взял два заказа в одно время и один из них поручил Саше.                                                                       | 23 января 2018          |
| 6 (126)                       | Сильвестр Андреевич ненароком узнал, что Ева использует для снятия стресса «ствол» Гены.                                                     | 23 января 2018          |
| 7 (127)                       | Вопреки запрету Тани Саша тайком отпустил Катю на вечер посвящения в студенты.                                                               | 24 января 2018          |
| 8 (128)                       | Альберт подключил Сашу к чужому кабелю, и теперь хозяин ищет вора.                                                                           | 24 января 2018          |
| 9 (129)                       | Саша по приколу прошёл интим-тест на планшете Тани, а она решила, что его шокирующий результат принадлежит Кате.                             | 25 января 2018          |
| 10 (130)                      | Таня в офисе Саши положила ему в карман пиджака свои трусики, не заметив, что это пиджак Комарова.                                           | 25 января 2018          |
| 11 (131)                      | Сильвестр Андреевич поручил Гене решить проблему с неуступчивой чиновницей.                                                                  | 29 января 2018          |
| 12 (132)                      | С целью вернуть дружеские отношения с коллективом Саша нарисовал карикатуру на начальника.                                                   | 29 января 2018          |
| 13 (133)                      | Запертый Евой в холодильнике инспектор закрыл её кафе.                                                                                       | 30 января 2018          |
| 14 (134)                      | Таня ревнует Сашу к новой молоденькой красавице-секретарше.                                                                                  | 30 января 2018          |
| 15 (135)                      | Стараясь отвлечь Таню от работы, Саша чуть не лишился Алёшки.                                                                                | 31 января 2018          |
| 16 (136)                      | Сильвестр Андреевич приревновал Еву к Джигану, а потом пригласил того на Рублёвку.                                                           | 1 февраля 2018          |
| 17 (137)                      | Саша даёт Кате урок получения зачёта за коньяк.                                                                                              | 14 мая 2018             |
| 18 (138)                      | Ева из телефонного разговора Сильвестра Андреевича поняла, что скоро они отправятся в тюрьму.                                                | 14 мая 2018             |
| 19 (139)                      | Лиля хочет увеличить грудь, но Саша и Миша подумали на Таню.                                                                                 | 15 мая 2018             |
| 20 (140)                      | Сильвестр Андреевич боится, что Ева убьёт его из-за наследства.                                                                              | 16 мая 2018             |
| 21 (141)                      | Лиля беременна и не знает, как сообщить об этом Мише.                                                                                        | 17 мая 2018             |
| 22 (142)                      | Сильвестра Андреевича показали в фильме для взрослых. Олигарх отправился искать своего двойника.                                             | 21 мая 2018             |
| 23 (143)                      | Таня воскрешает в Саше мужской характер, чтобы Алёшка не вырос таким же «каблуком».                                                          | 22 мая 2018             |
| 24 (144)                      | Катя угостила преподавателя Таниным пловом, что помогло ей получить хорошую отметку.                                                         | 23 мая 2018             |
| 25 (145)                      | Таксующий по ночам на Сашиной машине Альберт в очередной раз подставил хозяина автомобиля.                                                   | 24 мая 2018             |
| 26 (146)                      | Тане надоела Сашина несдержанность в алкоголе, и на очередном корпоративе она подмешала мужу отрезвляющие таблетки.                          | 28 мая 2018             |
| 27 (147)                      | Саша недоволен, что Таня с Евой пригласили страховать кафе не его, а другую фирму.                                                           | 29 мая 2018             |
| 28 (148)                      | Сильвестр Андреевич с другом-олигархом меряются талантами внуков.                                                                            | 3 сентября 2018         |
| 29 (149)                      | Таня заподозрила Катю в наркомании. | 4 сентября 2018         |
| 30 (150)                      | Из-за беременности Лили Миша объявил себе секс-бойкот, но отсутствие секса сказывается и на Лиле.                                            | 5 сентября 2018         |
| 31 (151)                      | Таня захотела, чтобы Саша всегда говорил ей только правду.                                                                                   | 6 сентября 2018         |
| 32 (152)                      | Саша случайно дважды увидел Еву голой. | 10 сентября 2018        |
| 33 (153)                      | Таня выдаёт Гену за своего мужа, чтобы тот поговорил с отцом агрессивного мальчика.                                                          | 11 сентября 2018        |
| 34 (154)                      | Из-за финансовой недостачи в кафе Евы Сильвестр Андреевич лишается семейного отдыха и проворачивает очередную аферу.                         | 12 сентября 2018        |
| 35 (155)                      | Чтобы не сидеть с Алёшкой, Катя учит его неприличному стишку.                                                                                | 13 сентября 2018        |
| 36 (156)                      | Саша узнаёт в Алёшкиной преподавательнице ритмики стриптизёршу.                                                                              | 17 сентября 2018        |
| 37 (157)                      | Саша в кафе съел заказанное женихом пирожное с кольцом.                                                                                      | 18 сентября 2018        |
| 38 (158)                      | Чтобы избежать «увольнения», Гена с приятелем инсценируют похищение Сильвестра Андреевича.                                                   | 19 сентября 2018        |
| 39 (159)                      | Лиля решает рожать дома, но её с Мишей выгоняют из съёмной квартиры.                                                                         | 20 сентября 2018        |

### Пятый сезон
| № серии                       | Описание | Дата премьерного показа |
| ----------------------------- | --- | ----------------------- |
| Новогодняя серия № 4 20 (180) | На Новый год Таня с Евой поставили мужьям жёсткие условия: Саше запрещено пить, а Сильвестр Андреевич должен приготовить детям приятный сюрприз. | 25 декабря 2018         |
| 1 (161)                       | Сильвестр Андреевич попадает в тюрьму, и теперь Саша вынужден возглавить его бизнес.                                                             | 3 июня 2019             |
| 2 (162)                       | Ради зачёта Катя становится матерью-одиночкой.                                                                                                   | 3 июня 2019             |
| 3 (163)                       | Увидев Сашу с Геной вместе, Комаров решил, что Саша сменил сексуальную ориентацию.                                                               | 3 июня 2019             |
| 4 (164)                       | Таня отдала Лиле сумку с детскими вещами, в одной из которых Саша прятал заначку.                                                                | 4 июня 2019             |
| 5 (165)                       | Таня обнаружила, что Ева начала «ходить налево».                                                                                                 | 5 июня 2019             |
| 6 (166)                       | Саша сломал ногу, но после обмана с вывихом ему никто не верит.                                                                                  | 6 июня 2019             |
| 7 (167)                       | Саша приобщился к французской кухне и пригласил Комарова к себе на обед.                                                                         | 10 июня 2019            |
| 8 (168)                       | Сергеевы заметили, что Катя встречается с Альбертом.                                                                                             | 11 июня 2019            |
| 9 (169)                       | По просьбе Сильвестра Андреевича Гена пытается попасть в тюрьму.                                                                                 | 13 июня 2019            |
| 10 (170)                      | Катя проводит хитрую финансовую аферу с участием «ботанички» Тани.                                                                               | 17 июня 2019            |
| 11 (171)                      | Тоскующая по мужу Ева пристрастилась к коктейлям.                                                                                                | 18 июня 2019            |
| 12 (172)                      | Саша с левого аккаунта даёт Тане советы по сохранению семьи.                                                                                     | 19 июня 2019            |
| 13 (173)                      | В ролевую игру Сергеевых вмешалась полиция. | 20 июня 2019            |
| 14 (174)                      | Взять Катю на работу в кафе официанткой было не лучшей идеей Евы.                                                                                | 24 июня 2019            |
| 15 (175)                      | Примерный семьянин Саша оказался замечен в обществе проституток.                                                                                 | 25 июня 2019            |
| 16 (176)                      | Благодаря Гене Сильвестр Андреевич полностью оправдан, а благодаря Саше полностью разорён.                                                       | 26 июня 2019            |
| 17 (177)                      | Сильвестр Андреевич врёт друзьям-олигархам, что он не банкрот, но обман быстро раскрывается.                                                     | 25 ноября 2019          |
| 18 (178)                      | Саша замечает, что Таня начала пользоваться кремом от геморроя.                                                                                  | 25 ноября 2019          |
| 19 (179)                      | Саша согласился взять на работу в «Меридиан» племянника Майкла.                                                                                  | 26 ноября 2019          |
| 20 (181)                      | Сильвестр Андреевич тайком открыл в кафе Евы ночной стриптиз-бар.                                                                                | 27 ноября 2019          |
| 21 (182)                      | Таня дрессирует Сашу как собаку. | 28 ноября 2019          |
| 22 (183)                      | Ева втайне от Сильвестра Андреевича устраивается на подработку в фитнес-клуб, а тот заподозрил её в измене.                                      | 2 декабря 2019          |
| 23 (184)                      | Благодаря Саше Катя расплачивается за экзамен вибратором в коробке из-под виски.                                                                 | 3 декабря 2019          |
| 24 (185)                      | Саша учит Катю водить машину, а Лиля решила, что Саша завёл любовницу.                                                                           | 4 декабря 2019          |
| 25 (186)                      | Ради похода с Евой в ресторан, Сильвестр Андреевич начинает экономить.                                                                           | 5 декабря 2019          |
| 26 (187)                      | Катя ненароком подарила преподавателю в коробке с роботом Сашину электронную книгу.                                                              | 9 декабря 2019          |
| 27 (188)                      | Сильвестр Андреевич торгуется с хозяином из-за аренды квартиры.                                                                                  | 10 декабря 2019         |
| 28 (189)                      | Саша покупает мотоцикл и скрывает его от Тани, ведь по её мнению безопасных мотоциклов не бывает.                                                | 11 декабря 2019         |
| 29 (190)                      | Сильвестр Андреевич, работая на заправке, пресекает на ней все хищения.                                                                          | 12 декабря 2019         |
| 30 (191)                      | Дружба Тани с Лилей и Саши с Мишей дала трещину.                                                                                                 | 16 декабря 2019         |
| 31 (192)                      | Гена выдаёт проститутку за свою девушку, чтобы не испортить сюрприз Сильвестра Андреевича для Евы.                                               | 17 декабря 2019         |
| 32 (193)                      | Сашу на работе «уличили» во втором отцовстве. | 18 декабря 2019         |
| 33 (194)                      | На время ремонта в комнате Алёшки Таня устроила Саше секс-голодовку.                                                                             | 19 декабря 2019         |
| 34 (195)                      | Чтобы не позориться на детском утреннике, Саша нанимает профессионального фокусника.                                                             | 23 декабря 2019         |
| 35 (196)                      | Катя застала, как Саша тайком от Тани «самоудовлетворяется» в ванной.                                                                            | 24 декабря 2019         |
| 36 (197)                      | Саша сильно устаёт на занятиях верховой езды, отчего окружающие приняли его за умирающего.                                                       | 25 декабря 2019         |
| 37 (198)                      | На спортивных состязаниях Саша и Таня узнают всё о сахарном диабете.                                                                             | 26 декабря 2019         |
| 38 (199)                      | Саша и Таня по очереди «теряют» свои обручальные кольца.                                                                                         | 30 декабря 2019         |
| 39 (200)                      | Сильвестр Андреевич решает разжиться на своей медицинской страховке.                                                                             | 30 декабря 2019         |

### Шестой сезон
| № серии  | Описание | Дата премьерного показа |
| -------- | --- | ----------------------- |
| 1 (201)  | Вернувшись на Рублёвку, Сильвестр Андреевич на деньги от медицинской страховки затевает новую аферу с «семейным заводом» по производству коньяка.                             | 2 января 2021           |
| 2 (202)  | Таня и Ева спорят, кому из них адресован острый комплимент от кого-то из сотрудников.                                                                                         | 2 января 2021           |
| 3 (203)  | Таня с Алёшкой тайком от Саши заводят кролика, не зная, что у него аллергия на кроличью шерсть.                                                                               | 3 января 2021           |
| 4 (204)  | Играя в «Мафию», Саша резко повысил свой рейтинг мачо в глазах Альберта. | 4 января 2021           |
| 5 (205)  | Рабочие Сильвестра Андреевича требуют улучшения бытовых условий на заводе. | 5 января 2021           |
| 6 (206)  | Таня уронила только что подаренный Сашей смартфон в суп и свалила вину на Катю, а та в обмен на молчание взяла сестру в рабство.                                              | 6 января 2021           |
| 7 (207)  | Миша без ведома Саши сделал его лицом рекламной кампании обтягивающего белья.                                                                                                 | 7 января 2021           |
| 8 (208)  | Саша выкупает у Кати подарки её настойчивого ухажёра и дарит их Тане. | 8 января 2021           |
| 9 (209)  | Ева приревновала мужа к секретарше и подговорила Гену следить за ними. | 9 января 2021           |
| 10 (210) | Пока Катя «отдыхает в Сочи», в её квартиру началось паломничество. | 10 января 2021          |
| 11 (211) | Миша скидывает Саше и Тане видео про «Бразильские сливки», не предупредив, что это не кулинарный рецепт.                                                                      | 11 января 2021          |
| 12 (212) | Коллега Саши заподозрил его в любовной связи со стажёром Катей. | 12 января 2021          |
| 13 (213) | Сильвестр Андреевич внедрил сына на свой завод, чтобы узнать, как оттуда исчезают 30 литров спирта в день.                                                                    | 13 января 2021          |
| 14 (214) | Саша напускает на себя более мужественный вид, поскольку Таню сексуально возбуждают брутальные парни.                                                                         | 14 января 2021          |
| 15 (215) | Саша отказался от взятки бандитов за страхование сгоревшего автомобиля задним числом, после чего стал опасаться их «преследования».                                           | 18 января 2021          |
| 16 (216) | Сергеевы обнаружили у сына пропавший смартфон Павлика, одногруппника Алёшки. Чтобы ребёнка не окрестили вором, Таня решила подбросить улику на место.                         | 19 января 2021          |
| 17 (217) | Пока Комаров в отпуске, Саше велено поливать в его квартире цветы и кормить кошку и рыбок, а он перепоручил это Кате.                                                         | 20 января 2021          |
| 18 (218) | Саша нашёл для Алёшки репетитора по английскому языку и двусмысленно предложил ей «позаниматься с его малышом».                                                               | 21 января 2021          |
| 19 (219) | «Старший по подъезду» Саша пообещал плохо паркующейся красотке Вике выяснить, кто кладёт кирпичи на капот её машины.                                                          | 25 января 2021          |
| 20 (220) | Сильвестру Андреевичу кровь из носу надо за неделю перейти из третьей сотни списка «Forbes» во вторую, для этого он решает разорить олигарха, опережающего его на один пункт. | 26 января 2021          |
| 21 (221) | Саша случайно испортил шпаргалку Кати и теперь должен помочь ей сдать экзамен.                                                                                                | 27 января 2021          |
| 22 (222) | Ради премии Саша готов жить одними с Комаровым интересами, даже заниматься ММА.                                                                                               | 28 января 2021          |
| 23 (223) | Алёша первый раз идёт в школу. Таня выбрала для сына класс с лучшим преподавателем, но Саша забыл вовремя подать документы.                                                   | 11 октября 2021         |
| 24 (224) | На заводе Сильвестра Андреевича пошёл слух, что он и Гена гораздо больше, чем просто босс и охранник.                                                                         | 11 октября 2021         |
| 25 (225) | Саша всячески пытается помешать Тане занять пост главы родительского комитета в классе Алёши.                                                                                 | 12 октября 2021         |
| 26 (226) | Саша надевает под костюм женский корсет, чтобы прилично выглядеть на страховании знаменитости.                                                                                | 12 октября 2021         |
| 27 (227) | Комаров решает с помощью инвентаризации отучить Сашу от мелкого воровства на рабочем месте.                                                                                   | 13 октября 2021         |
| 28 (228) | На завод к Сильвестру Андреевичу приходит с проверкой его старый знакомый из 90-х.                                                                                            | 13 октября 2021         |
| 29 (229) | Устав от должности главы родительского комитета, Саша пытается дискредитировать сам себя, но становится героем.                                                               | 14 октября 2021         |
| 30 (230) | Саша и Таня своеобразно наказывают Катю за устроенную в их отсутствие шумную вечеринку.                                                                                       | 18 октября 2021         |
| 31 (231) | Ева требует от Сильвестра Андреевича установки на заводе очистительного фильтра.                                                                                              | 19 октября 2021         |
| 32 (232) | Чтобы помириться с Таней, Саша делает себе интимную стрижку и случайно демонстрирует её Комарову и бизнес-партнёрам.                                                          | 20 октября 2021         |
| 33 (233) | Саша предпринимает вторую попытку избавления от бремени должности главы родительского комитета, сделав ставку на Танину ревность.                                             | 21 октября 2021         |
| 34 (234) | Вместо оплаты счетов Таня покупает туфли, а Саше рассказывает историю про автоподставу.                                                                                       | 25 октября 2021         |
| 35 (235) | Решив сделать занятия фитнесом повеселее, Саша в итоге оконфузился в бассейне.                                                                                                | 26 октября 2021         |
| 36 (236) | Устав от Таниных методов воспитания их сына, Миша и Лиля нанимают няню. | 27 октября 2021         |
| 37 (237) | Саша учит Таню мастерству отлынивания от работы. | 28 октября 2021         |
| 38 (238) | Гена скрывает от Сильвестра Андреевича, что принимает таблетки для похудения.                                                                                                 | 1 ноября 2021           |
| 39 (239) | Саша получил внеочередной отпуск на работе, но скрыл это от Тани во избежание домашних забот.                                                                                 | 2 ноября 2021           |
| 40 (240) | Катя создала видеоблог с Таниным поварским «мастер-классом», не зная, что Сергеевы давно ведут такой же о её «косорукости».                                                   | 3 ноября 2021           |

### Седьмой сезон
| № серии  | Описание | Дата премьерного показа |
| -------- | --- | ----------------------- |
| 1 (241)  | Чтобы привлечь в свой бизнес миллиардера из Франции Пьера Ла Марка, Сильвестр Андреевич прикидывается эко-активистом.                                              | 16 мая 2022             |
| 2 (242)  | Катя скрывает от Тани своего парня — баскетболиста Толю. | 16 мая 2022             |
| 3 (243)  | Ради секса в парке Саша согласен похудеть, но Таня против подобных экспериментов и подсыпает ему в еду добавки для набора веса.                                    | 17 мая 2022             |
| 4 (244)  | Похмельный Саша летит в Санкт-Петербург, чтобы восстановить «утерянный» важный контракт.                                                                           | 18 мая 2022             |
| 5 (245)  | Для поддержания эко-имиджа Сильвестр Андреевич пересаживается на электрический транспорт.                                                                          | 19 мая 2022             |
| 6 (246)  | Таня проверяет Толю на верность Кате при помощи слежки и соцсетей.                                                                                                 | 23 мая 2022             |
| 7 (247)  | Саша ломает у старшеклассника электросамокат и покупает новый, но Таня и Зубова принимают происходящее за конфликт.                                                | 24 мая 2022             |
| 8 (248)  | Длинный язык Тани навлекает на «Меридиан» внеплановую проверку с возможным сокращением штатов.                                                                     | 25 мая 2022             |
| 9 (249)  | После посещения приюта для собак Сильвестр Андреевич постоянно чешется. Ева подозревает венерическую болезнь.                                                      | 26 мая 2022             |
| 10 (250) | Чтобы получить зачёт по физкультуре, Катя «признаётся в любви» преподу, а расплачиваться за её легкомысленность приходится Саше.                                   | 30 мая 2022             |
| 11 (251) | Алёше на день рождения обещана новая приставка, но при условии хорошей успеваемости, и Саша готов на всё, чтобы плохая оценка не лишила их общего с сыном подарка. | 31 мая 2022             |
| 12 (252) | Таня помогает подруге по фитнесу соблазнить мужчину, не зная, что её целью является Саша.                                                                          | 1 июня 2022             |
| 13 (253) | Не принятая на работу известная блогерша-феминистка грозится уничтожить репутацию Сильвестра Андреевича, но Ева снимает на неё контр-компромат.                    | 2 июня 2022             |
| 14 (254) | Таня подозревает, что Ева собирается её уволить. | 6 июня 2022             |
| 15 (255) | Саша ревнует Таню к Алёшиному репетитору по физкультуре. | 7 июня 2022             |
| 16 (256) | Саша с Таней и Лиля с Мишей запланировали совместный отпуск, но Саша-взрослый не хочет, чтобы Саша-малыш испортил отдых.                                           | 8 июня 2022             |
| 17 (257) | Давний друг Сильвестра Андреевича заподозрил его в смене ориентации.                                                                                               | 9 июня 2022             |
| 18 (258) | Обнаруженный у Саши эротический журнал сподвигнул Таню восполнить недостаток интимной жизни в семье.                                                               | 14 июня 2022            |
| 19 (259) | Миша с Сашей втайне от жён согласились провести фотосессию в стиле ню.                                                                                             | 15 июня 2022            |
| 20 (260) | Толя сделал Кате предложение, и та согласилась переехать с ним в Санкт-Петербург.                                                                                  | 16 июня 2022            |
| 21 (261) | После отъезда Кати Таня переключает заботу на семью и окружающих. Сергеевым необходимо завести второго ребёнка.                                                    | 9 января 2023           |
| 22 (262) | Комаров наглядно показывает Саше разницу между розыгрышем и жизненным уроком.                                                                                      | 9 января 2023           |
| 23 (263) | Попытка Саши сэкономить на витаминах «привела» Лилю на больничную койку.                                                                                           | 10 января 2023          |
| 24 (264) | Саша считает, что Алёшке рано иметь мобильный телефон, Таня хочет доказать обратное.                                                                               | 11 января 2023          |
| 25 (265) | Саша уговаривает Мишу сдать за него анализы. | 12 января 2023          |
| 26 (266) | Саша через Интернет продаёт старую Алёшину игрушку, а коллега регистрирует его на гей-странице.                                                                    | 16 января 2023          |
| 27 (267) | Саша запрещает Грише флиртовать на работе, не зная, что это помогает ему в решении проблем с другими отделами.                                                     | 17 января 2023          |
| 28 (268) | Саша забывает бутылку из-под пива в портфеле Алёшки и теперь ждёт в гости органы опеки.                                                                            | 18 января 2023          |
| 29 (269) | В благоприятный для зачатия день Саша уезжает на конференцию и зовёт Таню с собой.                                                                                 | 19 января 2023          |
| 30 (270) | Алёшка непроизвольно выкладывает в своём аккаунте компромат на родителей.                                                                                          | 23 января 2023          |
| 31 (271) | Лиля против того, чтобы Саша дарил Мише на день рождения долгожданный диск с игрой, и заставляет его подарить хлебопечку.                                          | 24 января 2023          |
| 32 (272) | На офисном кибертурнире по футболу Саша втайне от сотрудников выставляет вместо себя Алёшку.                                                                       | 25 января 2023          |
| 33 (273) | Алёшка при участии Миши постигает основы бизнес-технологий. | 26 января 2023          |
| 35 (275) | Алёшка не вовремя зашёл в родительскую спальню и застал их «занимающимися борьбой», но у Зубовой другой взгляд на увиденное Алёшкой.                               | 30 января 2023          |
| 36 (276) | Вопреки запрету Евы Таня проводит в кафе поминки. | 30 января 2023          |
| 37 (277) | Саша, используя Танин метод, перекладывает свою работу на подчинённых.                                                                                             | 31 января 2023          |
| 38 (278) | Сергеевы выясняют, кто написал про них ругательство в подъезде. | 31 января 2023          |
| 34 (274) | Лиля узнаёт, что Сергеевы выбрали её суррогатной матерью для своего второго ребёнка.                                                                               | 1 февраля 2023          |
| 39 (279) | Саша занимает пост главного тренера Алёшкиной футбольной команды.                                                                                                  | 1 февраля 2023          |
| 40 (280) | Саша решил взять машину поновее. Или жену, как думают Лиля с Таней?                                                                                                | 2 февраля 2023          |

### Восьмой сезон
| № серии  | Описание | Дата премьерного показа |
| -------- | --- | ----------------------- |
| 1 (281)  | Таня узнаёт о своей беременности, но не спешит делиться этой радостной новостью с Сашей. | 15 мая 2023             |
| 2 (282)  | Сенсация — Клава Кока беременна от Александра Сергеева. | 15 мая 2023             |
| 3 (283)  | Миша делает вид, что забыл про годовщину свадьбы, опасаясь, что Саша проболтается Лиле про сюрприз. | 16 мая 2023             |
| 4 (284)  | Таня узнала, что Саша договорился с официанткой прикрывать её опоздания за пирожные, и рассказала ему о медовике «с сюрпризом». | 16 мая 2023             |
| 5 (285)  | Чтобы обойти указание Комарова делать скидки по страховкам только родственникам, Саша придумывает внебрачного сына от Алёшкиного репетитора. | 17 мая 2023             |
| 6 (286)  | Таня просит Сашу забрать с арендованного склада Алёшкины детские вещи для будущего ребёнка, но на самом деле ни склада, ни вещей нет. | 17 мая 2023             |
| 7 (287)  | Миша не хочет отпускать Лилю из декрета на работу и просит Сашу давать про неё работодателям очень плохие рекомендации. | 18 мая 2023             |
| 8 (288)  | Из-за строящейся школы кафе «Милана» могут закрыть, поэтому Саша с Алёшкой «находят» на стройплощадке старинную вазу. | 18 мая 2023             |
| 9 (289)  | Саша должен застраховать очень дорогую монету, но Алёшка бросает её в вендинговый автомат. | 22 мая 2023             |
| 10 (290) | Миша с Лилей скрывают от Саши покупку автомобиля, из-за чего не в меру наблюдательный Саша подозревает Лилю в измене. | 23 мая 2023             |
| 11 (291) | С помощью приложения с геолокацией Саша учит Алёшку самостоятельности, а Таня Сашу — ответственности за сына. | 24 мая 2023             |
| 12 (292) | Таня подбирает мужу хобби на время беременности. Ничем не интересующийся Саша ищет кого-нибудь себе на замену. | 25 мая 2023             |
| 13 (293) | Таня постоянно просит Сашу что-то отвезти Алёше в спортивный лагерь, а он просто складывает вещи в офисе и отдыхает в образовавшееся свободное время. | 29 мая 2023             |
| 14 (294) | Саша расстроен, что (со слов Тани) не понравился девушкам на вечере быстрых свиданий и решает поднять свой рейтинг в глазах жены. | 30 мая 2023             |
| 15 (295) | Саша втайне от Тани нанимает Зубову Алёшкиным репетитором. | 31 мая 2023             |
| 16 (296) | Ссылаясь на усталость от капризов беременной Тани, Саша злоупотребляет сочувствием начальника. Узнав об обмане, Комаров объявляет, что Сашей интересуется ОБЭП.                                                                                              | 1 июня 2023             |
| 17 (297) | Тане необходимо срочно продлить лицензию на алкоголь в кофейне, и во избежание длинных очередей она подкладывает на живот подушку, не зная, что в ней спрятан телефон Алёшки.                                                                                | 5 июня 2023             |
| 18 (298) | Саша поднял зарплату услужливой сотруднице, а чтобы остальные не потребовали того же, врёт, что она любовница Комарова. | 6 июня 2023             |
| 19 (299) | Саша одалживает Мише денег на фотостудию и на правах совладельца за вечер превращает её в логово холостяка. | 7 июня 2023             |
| 20 (300) | Сергеевы устраивают «вечеринку полов» и заказывают Еве торт с цветной начинкой. Чтобы не упустить скидки в магазине для мам, Саша и Таня втихаря друг от друга подсматривают цвет начинки и, не заметив «сюрприза», закупаются в соответствии с увиденным.   | 8 июня 2023             |
| 21 (301) | Чтобы не волновать находящуюся в положении Таню, Саша и Миша переделывают испорченную «беременную фотосессию» с участием актрисы. | 12 февраля 2024         |
| 22 (302) | «Успешная бизнесвумен» Катя скрывает от Тани, что в реальности она рассталась с Толей, живёт в общежитии и работает в пиццерии. | 12 февраля 2024         |
| 23 (303) | Гена влюбился в Зубову и Саша предлагает Лёше описать в своём школьном сочинении достоинства «дяди Гены». | 13 февраля 2024         |
| 24 (304) | Коллеги по «Меридиану» устраивают Косте мальчишник-сюрприз и Саша должен нанять стриптизёршу. | 13 февраля 2024         |
| 25 (305) | Саша использует роль главы родительского комитета в своих личных интересах, чем вызвал недовольство Зубовой и Тани. | 14 февраля 2024         |
| 26 (306) | Гена заваливает Зубову дорогими подарками и Зубова, чтобы добыть деньги на ответный подарок, втайне от Гены занялась репетиторством. | 14 февраля 2024         |
| 27 (307) | Катя сильно набрала в весе и Таня поручает Саше поговорить с ней о здоровом питании. | 15 февраля 2024         |
| 28 (308) | Не желая платить за Лёшкины дополнительные занятия по математике, Саша организовывает нелегальный онлайн-класс в своём автомобиле возле школы. | 15 февраля 2024         |
| 29 (309) | Саша помогает Гене и Зубовой перевести их отношения на более высокий уровень. | 19 февраля 2024         |
| 30 (310) | Катя с подругами переезжают на съёмную квартиру, пока в их комнате общежития не поймают мышь. | 19 февраля 2024         |
| 31 (311) | Лёшка «победил» на школьном конкурсе талантов и теперь Саше необходимо удалить это видео с компьютера директора. | 20 февраля 2024         |
| 32 (312) | Саша узнаёт, что Таня рассказывает своему стилисту позорные случаи из его жизни и в отместку поведал Елене о Таниных секретах. | 20 февраля 2024         |
| 33 (313) | Гена пригласил Зубову к себе домой, но поскольку показывать своё настоящее жильё ему пока не следует, Саша с Таней советуют снять квартиру посуточно. | 21 февраля 2024         |
| 34 (314) | Саша создаёт соседский чат только для «адекватных жильцов» и не добавляет в него Таню. | 21 февраля 2024         |
| 35 (315) | Узнав, что Саша перекладывает свою работу на соискателей вакансии менеджера, Кузнецов сообщил ему об «утечке» конфиденциальной информации и о приезде в «Меридиан» службы безопасности с полиграфом.                                                         | 22 февраля 2024         |
| 36 (316) | Лиля хочет взять ипотеку, но Миша против, и Саша помогает ему заполнить банковскую анкету так, чтобы ни один банк не выдал кредит. | 26 февраля 2024         |
| 37 (317) | Гена скрывает от Зубовой свой поход с друзьями в баню и говорит ей, что поехал на задание, но Зубова замечает, что Гена забыл дома пистолет и едет вслед за ним.                                                                                             | 26 февраля 2024         |
| 38 (318) | Узнав от папы откуда берутся дети, Лёшка после поездки на дачу к Таниным родителям, сообщил маме, что бабушка с дедушкой все выходные делали ребёнка. | 27 февраля 2024         |
| 39 (319) | Миша ищет личного помощника и нанимает на эту должность Лилю, о чём оба быстро пожалели, и теперь делают всё, чтобы вынудить друг друга отказаться от совместной работы.                                                                                     | 28 февраля 2024         |
| 40 (320) | Таня легла в роддом на сохранение, но не хочет пропускать день рождения мужа. Не собиравшийся отмечать Саша по настоянию коллег всё же отправляется в караоке, куда следом приезжает Таня, и во время совместного исполнения песни у неё начинаются схватки. | 29 февраля 2024         |

### Девятый сезон
| № серии  | Описание | Дата премьерного показа |
| -------- | --- | ----------------------- |
| 1 (321)  | У семьи Сергеевых родилась двойня — мальчик и девочка. Теперь предстоит придумать им имена, которые нравились бы как Саше, так и Тане.           | 31 марта 2025           |
| 2 (322)  | Таня заподозрила, что Катя попала в сети афериста-заключённого.                                                                                  | 31 марта 2025           |
| 3 (323)  | Сергеевы стараются наладить отношения с новым консьержем Нуриком.                                                                                | 1 апреля 2025           |
| 4 (324)  | Для нормального развития отношений Гены с Зубовой ей подарены билеты в театр, но в последний момент Гена узнал, что Зубова пошла не с ним.       | 1 апреля 2025           |
| 5 (325)  | Саша предложил Комарову стать крёстным своей двойни, забыв, что им уже выбран Миша.                                                              | 2 апреля 2025           |
| 6 (326)  | Саша с Таней по очереди бегают к Нурику чинить бытовую технику.                                                                                  | 2 апреля 2025           |
| 7 (327)  | Ева решает уволить бармена из-за обидной реплики про её возраст, но бармен принимает её намеки про увольнение за флирт.                          | 3 апреля 2025           |
| 8 (328)  | Гена пытается вылечить Зубову от храпа. | 3 апреля 2025           |
| 9 (329)  | Комаров узнаёт, что Саша отсыпается в кабинетах отсутствующих коллег, и сообщил, что один из них страдал стригущим лишаем.                       | 7 апреля 2025           |
| 10 (330) | Чтобы понравиться постоянному клиенту кофейни — работнику зоомагазина, Катя говорит ему, что у неё есть ручной паук.                             | 7 апреля 2025           |
| 11 (331) | Зубова хочет, чтобы Гена кроме силового решения проблем улаживал их и словами.                                                                   | 7 апреля 2025           |
| 12 (332) | Лиля пытается испортить постоянное онлайн-общение Миши со школьником-геймером.                                                                   | 8 апреля 2025           |
| 13 (333) | Гена исправляет ошибки в тетрадке Алёшки, а затем и в тетрадках его одноклассников.                                                              | 8 апреля 2025           |
| 14 (334) | Чтобы заставить коллег работать во время отпуска Комарова, Саша выдаёт новую работницу «Меридиана» за его племянницу.                            | 8 апреля 2025           |
| 15 (335) | На время своего отсутствия Таня просит Лилю присматривать за двойней вместе с Сашей, но тот принимает её заботу за приставание.                  | 9 апреля 2025           |
| 16 (336) | Таня и Лиля находят лучшую няню для своих детей и не желают уступать её друг другу.                                                              | 9 апреля 2025           |
| 17 (337) | Саша советует Гене проявлять побольше эмоций в отношениях с Зубовой.                                                                             | 9 апреля 2025           |
| 18 (338) | Катя наспех нанимает официантом в кофейню своего однокурсника вместо опытного человека, Ева решает её проучить.                                  | 10 апреля 2025          |
| 19 (339) | Гена устанавливает в школе систему видеонаблюдения, чем доставил проблем всем педагогам.                                                         | 10 апреля 2025          |
| 20 (340) | Уставший от семейного быта Саша расслабился в джакузи соседа сверху и случайно затапливает чужую и свою квартиры.                                | 10 апреля 2025          |
| 21 (341) | Таня вышла на работу. Чтобы избавиться от домашних забот, Саша нанимает няней жену Нурика.                                                       | 26 мая 2025             |
| 22 (342) | Зубову выселяют из съёмной квартиры, и Гена «помогает» ей решить квартирный вопрос.                                                              | 26 мая 2025             |
| 23 (343) | Чтобы отучить Сашу перекладывать работу на подчинённых, Комаров, на свою беду, поручает ему застраховать кукольный особняк.                      | 27 мая 2025             |
| 24 (344) | На футбольном матче команды Алёшки Саша и Таня перемыли кости его сокомандникам и их родителям, не заметив висящую рядом камеру видеонаблюдения. | 27 мая 2025             |
| 25 (345) | Саша находит в соседнем дворе двух мам-помощниц вместо «вечно пьющей» Тани.                                                                      | 28 мая 2025             |
| 26 (346) | Вопреки запрету Лили, Миша всё же сотрудничает с косметической компанией, нарушающей права животных.                                             | 28 мая 2025             |
| 27 (347) | Зубова старается заинтересовать Гену литературой, готовя его к заседанию книжного клуба.                                                         | 29 мая 2025             |
| 28 (348) | Чтобы наладить взаимоотношения с новым системным администратором, Саша берёт на выходные его собаку.                                             | 29 мая 2025             |
| 29 (349) | Надеясь выбить повышение зарплаты, Саша врёт Комарову, что увольняется из «Меридиана» и переходит работать в другую компанию.                    | 2 июня 2025             |
| 30 (350) | Лиля втайне от нелюбящего эзотерику Миши решает стать онлайн-тарологом.                                                                          | 2 июня 2025             |
| 31 (351) | Гена и Зубова хотят соответственно есть и готовить поменьше, но боятся обидеть друг друга.                                                       | 3 июня 2025             |
| 32 (352) | Комаров приучает Сашу читать документы перед тем, как их подписывать.                                                                            | 3 июня 2025             |
| 33 (353) | Алёшка манипулирует родителями, попрекая, что они любят его меньше, чем двойняшек.                                                               | 4 июня 2025             |
| 34 (354) | Саша планировал вместо якобы корпоратива провести вечер с новой компьютерной игрой, а пришлось ночевать в подвале своего же дома.                | 4 июня 2025             |
| 35 (355) | Таня с Евой спорят, является ли школа одарённых детей фальшивкой.                                                                                | 5 июня 2025             |
| 36 (356) | Успешно совместив Алёшкины тренировки с репетиторством, Саша лишился игровой приставки.                                                          | 5 июня 2025             |
| 37 (357) | Алёшка влюбляется. Саша с Таней активно помогают в ухаживании, не подозревая, что пассия — новая учительница.                                    | 9 июня 2025             |
| 38 (358) | Вопреки запрету Евы, Таня проводит в кафе презентацию книги откровенного содержания.                                                             | 9 июня 2025             |
| 39 (359) | Новоиспечённый риелтор Лиля приглядела с Мишей новую квартиру, и до одобрения ипотеки отваживает от неё других покупателей.                      | 10 июня 2025            |
| 40 (360) | Перед защитой диплома Катя получает шанс на престижную работу, но за вакансию пришлось побороться с однокурсницей.                               | 11 июня 2025            |